# خب (التشيك)
خب (بالتشيكية Cheb؛ بالألمانية: Eger) هي مدينة في منطقة كارلوفي فاري في جمهورية التشيك. يبلغ عدد قاطنيها حوالي 33,000. تقع محاذية للحدود مع ألمانيا على نهر أوهريز.

## المناخ
يظهر الجدول التالي التغييرات المناخية على مدار السنة لخب:
| البيانات المناخية لـخب                         | البيانات المناخية لـخب | البيانات المناخية لـخب | البيانات المناخية لـخب | البيانات المناخية لـخب | البيانات المناخية لـخب | البيانات المناخية لـخب | البيانات المناخية لـخب | البيانات المناخية لـخب | البيانات المناخية لـخب | البيانات المناخية لـخب | البيانات المناخية لـخب | البيانات المناخية لـخب | البيانات المناخية لـخب |
| الشهر                                          | يناير                  | فبراير                 | مارس                   | أبريل                  | مايو                   | يونيو                  | يوليو                  | أغسطس                  | سبتمبر                 | أكتوبر                 | نوفمبر                 | ديسمبر                 | المعدل السنوي          |
| ---------------------------------------------- | ---------------------- | ---------------------- | ---------------------- | ---------------------- | ---------------------- | ---------------------- | ---------------------- | ---------------------- | ---------------------- | ---------------------- | ---------------------- | ---------------------- | ---------------------- |
| الدرجة القصوى °م (°ف)                          | 11.7 (53.1)            | 16.6 (61.9)            | 22.6 (72.7)            | 28.8 (83.8)            | 30.9 (87.6)            | 32.2 (90.0)            | 37.0 (98.6)            | 34.1 (93.4)            | 31.2 (88.2)            | 26.1 (79.0)            | 16.0 (60.8)            | 14.1 (57.4)            | 37.0 (98.6)            |
| متوسط درجة الحرارة الكبرى °م (°ف)              | 0.0 (32.0)             | 2.3 (36.1)             | 7.0 (44.6)             | 12.2 (54.0)            | 17.4 (63.3)            | 20.6 (69.1)            | 22.4 (72.3)            | 22.2 (72.0)            | 18.5 (65.3)            | 12.8 (55.0)            | 5.2 (41.4)             | 1.3 (34.3)             | 11.8 (53.2)            |
| المتوسط اليومي °م (°ف)                         | −2.5 (27.5)            | −1.2 (29.8)            | 2.4 (36.3)             | 6.7 (44.1)             | 11.7 (53.1)            | 15.0 (59.0)            | 16.5 (61.7)            | 15.8 (60.4)            | 12.5 (54.5)            | 7.8 (46.0)             | 2.4 (36.3)             | −1 (30)                | 7.2 (45.0)             |
| متوسط درجة الحرارة الصغرى °م (°ف)              | −5 (23)                | −4.1 (24.6)            | −1.2 (29.8)            | 2.1 (35.8)             | 6.3 (43.3)             | 9.6 (49.3)             | 11.0 (51.8)            | 10.6 (51.1)            | 8.0 (46.4)             | 4.1 (39.4)             | 0.0 (32.0)             | −3.3 (26.1)            | 3.2 (37.8)             |
| أدنى درجة حرارة °م (°ف)                        | −24.6 (−12.3)          | −22.1 (−7.8)           | −21.5 (−6.7)           | −7.5 (18.5)            | −2.8 (27.0)            | −0.6 (30.9)            | 2.2 (36.0)             | 0.7 (33.3)             | −1.8 (28.8)            | −5.7 (21.7)            | −13.6 (7.5)            | −25.6 (−14.1)          | −25.6 (−14.1)          |
| الهطول مم (إنش)                                | 36.1 (1.42)            | 29.5 (1.16)            | 36.3 (1.43)            | 38.3 (1.51)            | 56.0 (2.20)            | 66.9 (2.63)            | 59.2 (2.33)            | 66.5 (2.62)            | 48.4 (1.91)            | 37.5 (1.48)            | 41.1 (1.62)            | 43.9 (1.73)            | 559.7 (22.04)          |
| متوسط تساقط الثلوج سم (إنش)                    | 26.6 (10.5)            | 20.5 (8.1)             | 11.1 (4.4)             | 2.8 (1.1)              | 0.0 (0.0)              | 0.0 (0.0)              | 0.0 (0.0)              | 0.0 (0.0)              | 0.0 (0.0)              | 0.3 (0.1)              | 9.2 (3.6)              | 19.3 (7.6)             | 89.8 (35.4)            |
| متوسط أيام هطول الأمطار (≥ 1.0 mm)             | 9.1                    | 7.0                    | 8.3                    | 8.5                    | 10.0                   | 11.0                   | 10.0                   | 9.4                    | 8.7                    | 7.1                    | 9.3                    | 10.1                   | 108.5                  |
| متوسط الرطوبة النسبية (%)                      | 86                     | 82                     | 77                     | 72                     | 70                     | 71                     | 71                     | 74                     | 78                     | 82                     | 86                     | 87                     | 78                     |
| ساعات سطوع الشمس الشهرية                       | 39.2                   | 65.5                   | 107.2                  | 141.9                  | 186.7                  | 188.2                  | 195.9                  | 185.4                  | 139.0                  | 103.7                  | 40.0                   | 31.0                   | 1٬423٫7                |
| المصدر: الإدارة الوطنية للمحيطات والغلاف الجوي |                        |                        |                        |                        |                        |                        |                        |                        |                        |                        |                        |                        |                        |

## توأمة
لخب (التشيك) اتفاقيات توأمة مع كل من:
- هوف
- نيجني تاجيل
- تارانت

## معرض صور

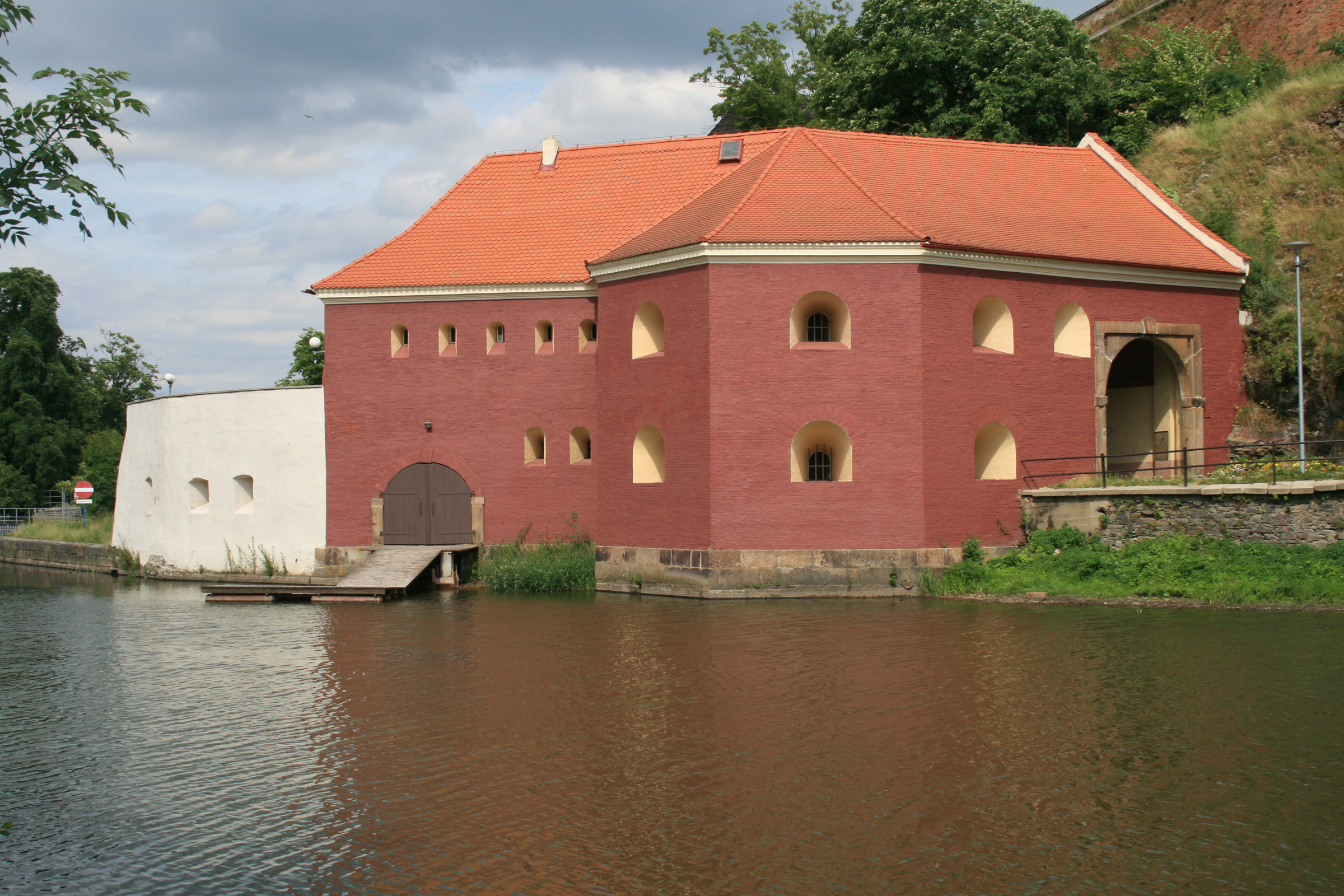
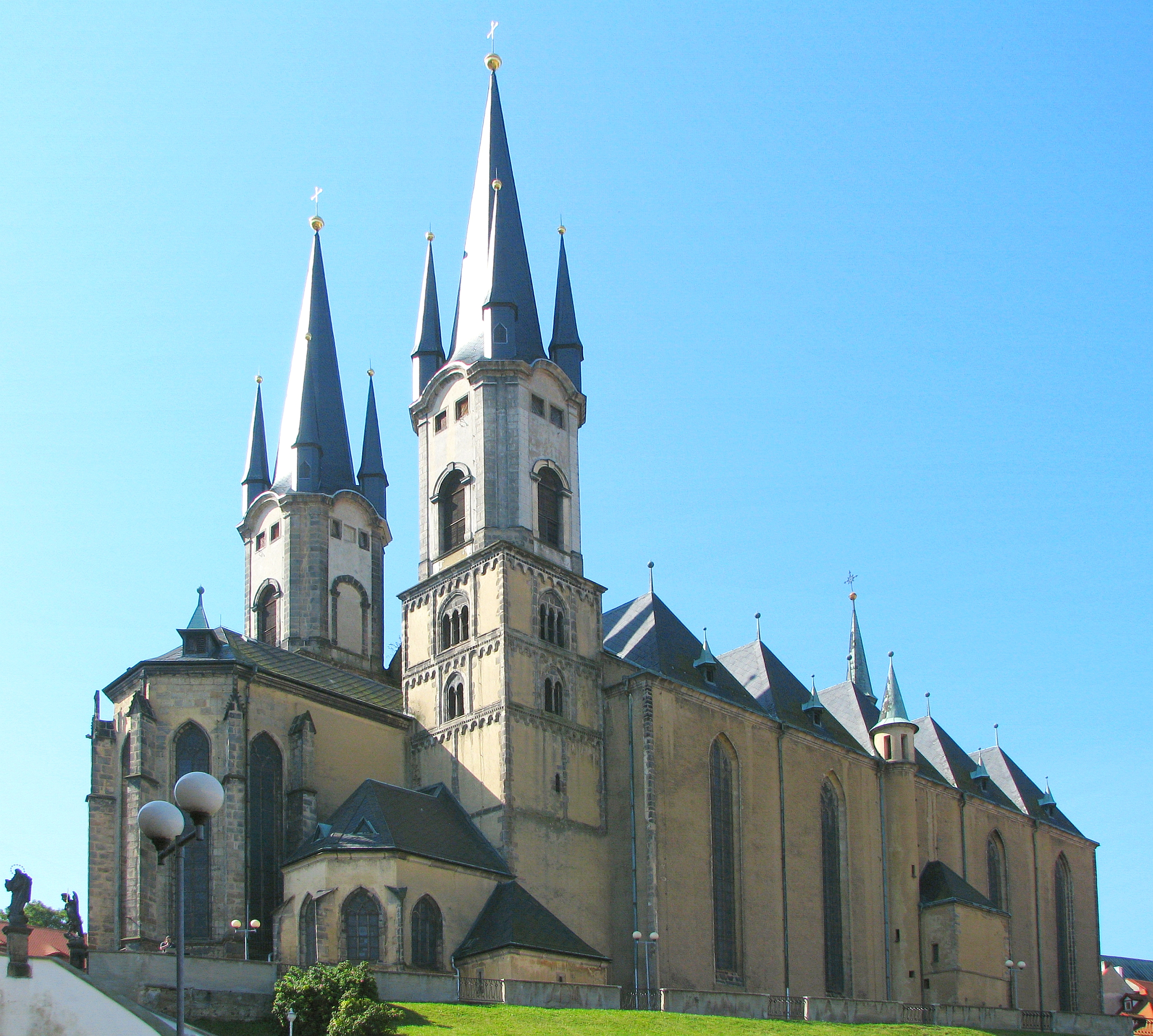
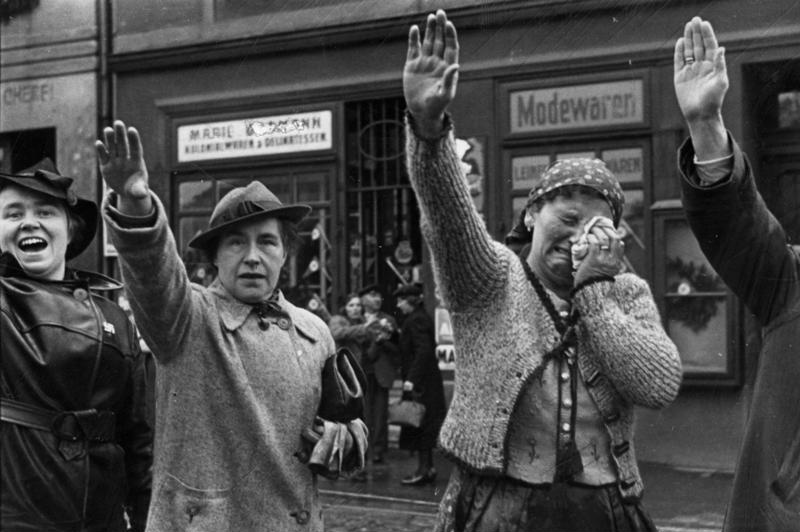
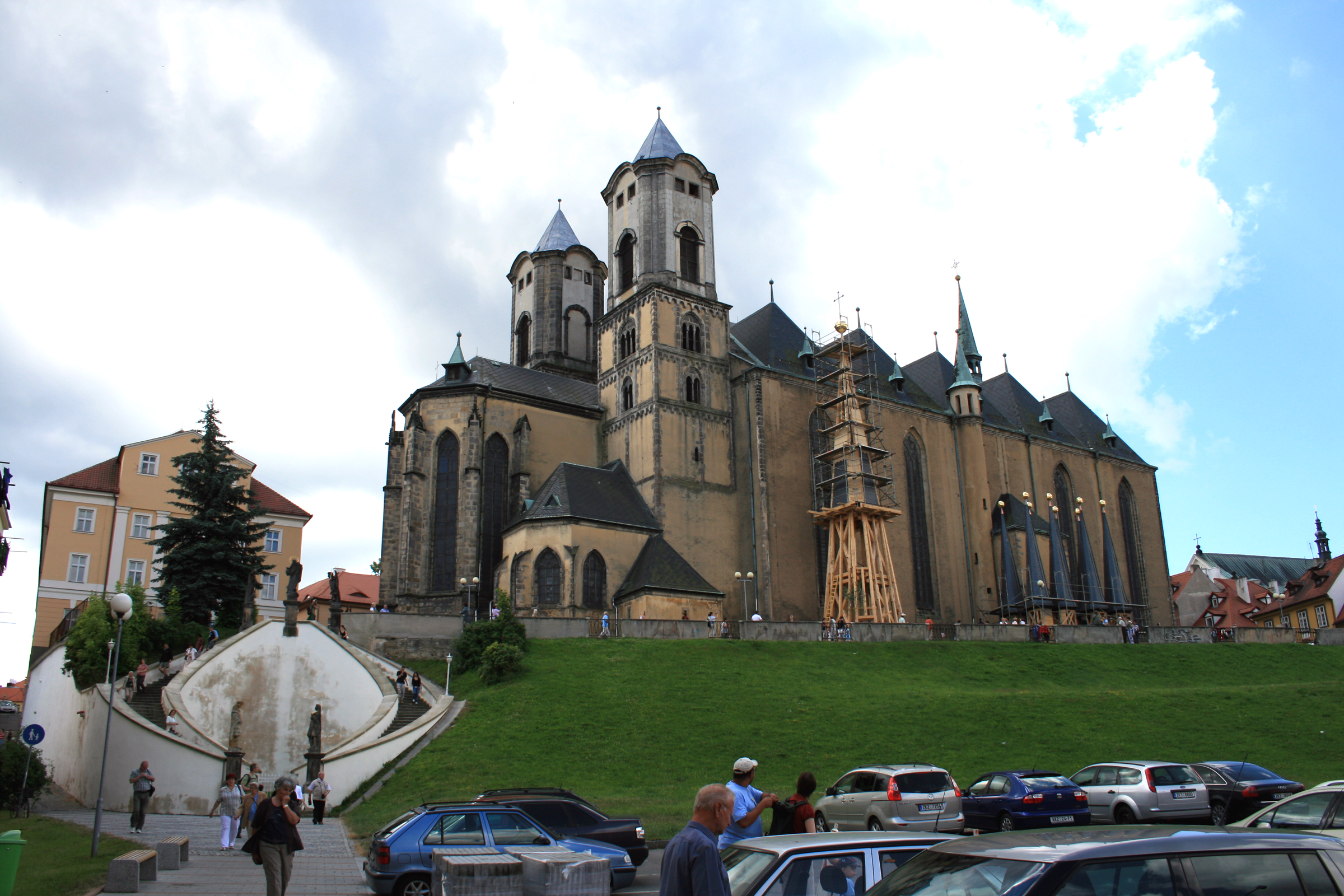

## أعلام
- يوهان بالتازار نويمان
- مارتين فينين
- جيرد ولف
- ألبرشت فون فالنشتاين
- إرنست باش
- كريستيان سامويل وايس
- بافل نيدفيد
- هوجو تسوكرمان
- جورجيوس برانكوفيتش

## وصلات خارجية
- موقع البلدية